# مهرجان كوتشيلا فالي للموسيقى والفنون
مهرجان كوتشيلا فالي للموسيقى والفنون (يشار إليه عادة باسم  كوتشيلا  أو مهرجان كوتشيلا ) هو مهرجان سنوي خاص بالموسيقى والفنون يعقد بصفة دورية كل عام في (بالإنجليزية: Polo Club impiror) في إنديو (كاليفورنيا)، الموجود في كاليفورنيا إينلاند إمباير كواتشيلا فالي في صحراء كولورادو. شارك في تأسيسها بول توليت وريك فان سانتين في عام 1999 ، وهي منظمة من قبل غولدنفويس (بالإنجليزية: GoldenVoice)، وهي شركة أمريكية. يحتوي الحدث على فنانين تبنوا العديد من الأنواع الموسيقية المختلفة بما في ذلك روك، إيندي، الهيب هوب، موسيقى الرقص الإلكترونية وكذلك يحتوي المهرجان على العديد من أنواع الفنون مثل النحت. ومن الجانب الآخر يقام المهرجان على عدة مراحل.
المراحل الرئيسية هي: مسار كوتشيلا، المسرح الخارجي، خيمة غوبي، خيمة موجاب، وخيمة صحارى.في حين تم طرح مرحلة جديدة من Yuma في عام 2013 ومرحلة سونورا في عام 2017.
في عام 2018، كانت المغنية الأمريكية بيونسيه أول امرأة سوداء تترأس قائمة المهرجان.

## ملخص الحفل بالسنة
| النسخة      | السنة | التاريخ                   | العناوين الرئيسية                                        | إجمالي إيرادات | الحضور / المبيعات      | Avg. daily attendance |
| ----------- | ----- | ------------------------- | -------------------------------------------------------- | -------------- | ---------------------- | --------------------- |
| الأولى      | 1999  | أكتوبر 9–10               | بيك تول ريج أغينست ذا ماشين                              | —              | 37,000 (مبيعات)        | 18,500                |
| الثانية     | 2001  | أبريل 28                  | جانس أديكشين                                             | —              | 35,000 (مبيعات)        | 35,000                |
| الثالثة     | 2002  | أبريل 27–28               | بيورك أويسس                                              | —              | 55,000 (الحضور، act.)  | 27,500                |
| الرابعة     | 2003  | أبريل 26–27               | بيستي بويز ريد هوت تشيلي بيبرز                           | —              | 60,000 (الحضور، act.)  | 30,000                |
| الخامسة     | 2004  | مايو 1–2                  | راديوهيد ذا كيور                                         | —              | 110,000 (الحضور، act.) | 55,000                |
| السادسة     | 2005  | أبريل 30–May 1            | كولدبلاي ناين إنش نايلز                                  | —              | 100,000 (الحضور، act.) | 50,000                |
| السابعة     | 2006  | أبريل 29–30               | ديبيتش مود Tool                                          | $9 مليون       | 120,000 (الحضور، act.) | 60,000                |
| الثامنة     | 2007  | أبريل 27–29               | بيورك ريد هوت تشيلي بيبرز ريج أغينست ذا ماشين            | $16.3 مليون    | 186,636 (الحضور، act.) | 62,212                |
| التاسعة     | 2008  | أبريل 25–27               | برنس (موسيقي) روجر ووترز جاك جونسون (فنان)               | $13.8 مليون    | 151,666 (الحضور، act.) | 50,555                |
| العاشرة     | 2009  | أبريل 17–19               | بول مكارتني ذا كيلرز ذا كيور                             | $15.3 مليون    | 152,962 (الحضور، act.) | 50,987                |
| الحادي عشر  | 2010  | أبريل 16–18               | جي-زي ميوز غوريلاز                                       | $21.7 مليون    | 225,000 (الحضور، agg.) | 75,000                |
| الثاني عشر  | 2011  | أبريل 15–17               | كينكز أوف ليون أركايد فاير كانييه ويست / ذا ستروكس       | $24.9 مليون    | 225,000 (الحضور، agg.) | 75,000                |
| الثالث عشر  | 2012  | أبريل 13–15 أبريل 20–22   | ذا بلام كيس راديوهيد دكتور دري & سنوب دوغ                | $47.3 مليون    | 158,387 (مبيعات)       | 79,193                |
| الرابعة عشر | 2013  | أبريل 12–14 أبريل 19–21   | ذا ستون روزز / بلار فينكس (فرقة) ريد هوت تشيلي بيبرز     | $67.2 مليون    | 180,000 (الحضور، act.) | 90,000                |
| الخامس عشر  | 2014  | أبريل 11–13 أبريل 18–20   | أوتكايست Muse أركايد فاير                                | $78.3 مليون    | 579,000 (الحضور، agg.) | 96,500                |
| السادسة عشر | 2015  | أبريل 10–12 أبريل 17–19   | أيه سي/دي سي جاك وايت دريك                               | $84.2 مليون    | 198,000 (مبيعات)       | 99,000                |
| السابعة عشر | 2016  | أبريل 15–17 أبريل 22–24   | إل سي دي ساوندسيستم غانز أن' روزز كالفين هاريس           | $94.2 مليون    | 198,000 (مبيعات)       | 99,000                |
| الثامنة عشر | 2017  | أبريل 14–16 أبريل 21–23   | راديوهيد ليدي غاغا كيندريك لامار                         | $114.6 مليون   | 250,000 (الحضور، act.) | 125,000               |
| التاسعة عشر | 2018  | أبريل 13–15 أبريل 20–22   | ذا ويكند بيونسيه إمينيم                                  | —              | —                      | —                     |
| العشرون     | 2019  | 12–14 أبريل و 19–21 أبريل | - دونالد غلوفر - تيم إيمبالا - أريانا غراندي - بلاك بينك | غ/م            | غ/م                    | غ/م                   |